# Pazifische Hurrikansaison 2002
Die Pazifische Hurrikansaison 2002 startete offiziell am 15. Mai 2002 im östlichen Pazifik und am 1. Juni 2002 im zentralen Pazifik und dauerte bis zum 30. November 2002. Diese Daten begrenzen konventionell den Abschnitt des Jahres, in dem sich im nordöstlichen Pazifik die meisten tropischen Wirbelstürme bilden.

## Stürme

### Hurrikan Alma
Am 24. Mai bildete sich im Golf von Tehuantepec eine tropische Welle, die am gleichen Tag als tropisches Tiefdruckgebiet Eins-E klassifiziert wurde. Es verstärkte sich langsam zwei Tage später in einen tropischen Sturm und bekam den Namen Alma. Der Sturm zog Richtung Norden und bewegte sich in der Nähe eines subtropischen Rückens über Mexiko. Alma verstärkte sich am 28. Mai zu einem Hurrikan, und nur zwei Tage später, am 30. Mai zu einem Major-Hurrikan der Kategorie 3. Aufgrund starker Windscherung und kühlem Wasser schwächte sich Alma am 1. Juni ab und degenerierte wieder zu einer tropischen Welle.
Alma war einer der frühesten Major-Hurrikane im Ostpazifik, und der zweitstärkste Mai-Hurrikan. Der andere stärkere Major-Hurrikan war der Hurrikan Adolph im Mai 2001.

### Hurrikan Douglas
Am 20. Juli bildete sich eine tropische Welle, die am selben Tag als tropisches Tiefdruckgebiet Fünf-E klassifiziert wurde. Das Tiefdruckgebiet verstärkte sich rapide in einen tropischen Sturm, der sich erst nach Norden, dann nach Westen, und schließlich nach Nordwesten bewegte. Am 22. Juli verstärkte sich Douglas in einen Hurrikan und erreichte seinen Höhepunkt mit Windgeschwindigkeiten von 165 km/h in der Kategorie 2 am nächsten Tag. Der Sturm begann sich danach zu schwächen, da er über kühlere Gewässer zog und eine Eyewall-Neubildung durchführte. Am 24. Juli schwächte sich Douglas erst zu einem tropischen Sturm, und später am Tag zu einem tropischen Tiefdruckgebiet ab. Zwei Tage später degenerierte das System wieder zu einer tropischen Welle.

### Hurrikan Elida
Am 23. Juli generierte sich eine tropische Welle in das Tropische Tiefdruckgebiet Sechs-E. Es bewegte sich Richtung Westen und erreichte nur 12 Stunden nach seiner Bildung Sturmstärke. Elida verstärkte sich rapide und wurde am 24. Juli ein Hurrikan und nur 6 Stunden später ein Major-Hurrikan. Der Hurrikan setzte seine rasche Intensivierung fort und verstärkte sich am 25. Juli für 6 Stunden zu einem Hurrikan der Kategorie 5, dem ersten Kategorie-5-Hurrikan seit Linda im Jahr 1997. Trotz wärmerer Gewässer begann Elida sich wegen einer Zyklischen Eyewall-Neubildung abzuschwächen, sodass das System am 27. Juli nur noch ein tropischer Sturm war und später zu einem Resttief degenerierte. Das Resttief löste sich über dem offenen Ozean etwa 860 km westlich von Los Angeles auf.
Elida erlebte eine der schnellsten Intensivierungen im östlichen Pazifik zu einem Hurrikan. Nur Linda im Jahr 1997 intensivierte sich schneller. Elida hatte keine direkten Auswirkungen aufs Land. Allerdings sorgte sie für schwere Wellen entlang der Küste Mexikos. Niemand wurde getötet und es gab auch keine Schäden.

### Hurrikan Kenna
→ Hauptartikel: Hurrikan Kenna (2002)

## Sturmnamen
Die folgenden Namen wurden für benannte Stürme benutzt:
Die folgenden Namen wurden für benannte Stürme benutzt:
Alma, Boris, Cristina, Douglas, Elida, Fausto, Genevieve, Hernan, Iselle, Julio, Kenna, Lowell
Nicht mehr zur Anwendung kamen:
Marie, Norbert, Odile, Polo, Rachel, Simon, Trudy, Vance, Winnie, Xavier, Yolanda, Zeke
Stürme, die sich zwischen der Datumsgrenze (180° westlicher Länge) und 140° westlicher Länge bilden, erhalten ihren Namen aufgrund einer gesonderten Liste. Diese Liste wird nicht jedes Jahr gewechselt, sondern die Namen werden der Reihe nach verwendet.